# Schots voetbalelftal (vrouwen)
Het Schots vrouwenvoetbalelftal is een voetbalteam dat uitkomt voor Schotland bij internationale wedstrijden, zoals het Europees kampioenschap.

## Prestaties op eindronden

### Wereldkampioenschap
| Jaar   | Resultaat           | Wed                 | W                   | G                   | V                   | DV                  | DT                  |
| ------ | ------------------- | ------------------- | ------------------- | ------------------- | ------------------- | ------------------- | ------------------- |
| 1991   | Niet gekwalificeerd | Niet gekwalificeerd | Niet gekwalificeerd | Niet gekwalificeerd | Niet gekwalificeerd | Niet gekwalificeerd | Niet gekwalificeerd |
| 1995   | Niet gekwalificeerd | Niet gekwalificeerd | Niet gekwalificeerd | Niet gekwalificeerd | Niet gekwalificeerd | Niet gekwalificeerd | Niet gekwalificeerd |
| 1999   | Niet gekwalificeerd | Niet gekwalificeerd | Niet gekwalificeerd | Niet gekwalificeerd | Niet gekwalificeerd | Niet gekwalificeerd | Niet gekwalificeerd |
| 2003   | Niet gekwalificeerd | Niet gekwalificeerd | Niet gekwalificeerd | Niet gekwalificeerd | Niet gekwalificeerd | Niet gekwalificeerd | Niet gekwalificeerd |
| 2007   | Niet gekwalificeerd | Niet gekwalificeerd | Niet gekwalificeerd | Niet gekwalificeerd | Niet gekwalificeerd | Niet gekwalificeerd | Niet gekwalificeerd |
| 2011   | Niet gekwalificeerd | Niet gekwalificeerd | Niet gekwalificeerd | Niet gekwalificeerd | Niet gekwalificeerd | Niet gekwalificeerd | Niet gekwalificeerd |
| 2015   | Niet gekwalificeerd | Niet gekwalificeerd | Niet gekwalificeerd | Niet gekwalificeerd | Niet gekwalificeerd | Niet gekwalificeerd | Niet gekwalificeerd |
| 2019   | Groepsfase          | 3                   | 0                   | 1                   | 2                   | 5                   | 7                   |
| / 2023 | Niet gekwalificeerd | Niet gekwalificeerd | Niet gekwalificeerd | Niet gekwalificeerd | Niet gekwalificeerd | Niet gekwalificeerd | Niet gekwalificeerd |
| Totaal | 1/9                 | 3                   | 0                   | 1                   | 2                   | 5                   | 7                   |

### Europees kampioenschap
| Jaar   | Resultaat           | Wed                 | W                   | G                   | V                   | DV                  | DT                  |
| ------ | ------------------- | ------------------- | ------------------- | ------------------- | ------------------- | ------------------- | ------------------- |
| 1984   | Groepsfase          | 6                   | 3                   | 1                   | 2                   | 9                   | 8                   |
| 1987   | Groepsfase          | 6                   | 4                   | 0                   | 2                   | 24                  | 10                  |
| 1989   | Groepsfase          | 2                   | 0                   | 0                   | 2                   | 1                   | 6                   |
| 1991   | Niet gekwalificeerd | Niet gekwalificeerd | Niet gekwalificeerd | Niet gekwalificeerd | Niet gekwalificeerd | Niet gekwalificeerd | Niet gekwalificeerd |
| 1993   | Niet gekwalificeerd | Niet gekwalificeerd | Niet gekwalificeerd | Niet gekwalificeerd | Niet gekwalificeerd | Niet gekwalificeerd | Niet gekwalificeerd |
| 1995   | Niet gekwalificeerd | Niet gekwalificeerd | Niet gekwalificeerd | Niet gekwalificeerd | Niet gekwalificeerd | Niet gekwalificeerd | Niet gekwalificeerd |
| 1997   | Niet gekwalificeerd | Niet gekwalificeerd | Niet gekwalificeerd | Niet gekwalificeerd | Niet gekwalificeerd | Niet gekwalificeerd | Niet gekwalificeerd |
| 2001   | Niet gekwalificeerd | Niet gekwalificeerd | Niet gekwalificeerd | Niet gekwalificeerd | Niet gekwalificeerd | Niet gekwalificeerd | Niet gekwalificeerd |
| 2005   | Niet gekwalificeerd | Niet gekwalificeerd | Niet gekwalificeerd | Niet gekwalificeerd | Niet gekwalificeerd | Niet gekwalificeerd | Niet gekwalificeerd |
| 2009   | Niet gekwalificeerd | Niet gekwalificeerd | Niet gekwalificeerd | Niet gekwalificeerd | Niet gekwalificeerd | Niet gekwalificeerd | Niet gekwalificeerd |
| 2013   | Niet gekwalificeerd | Niet gekwalificeerd | Niet gekwalificeerd | Niet gekwalificeerd | Niet gekwalificeerd | Niet gekwalificeerd | Niet gekwalificeerd |
| 2017   | Kwartfinale         | 3                   | 1                   | 0                   | 2                   | 2                   | 8                   |
| 2022   | Niet gekwalificeerd | Niet gekwalificeerd | Niet gekwalificeerd | Niet gekwalificeerd | Niet gekwalificeerd | Niet gekwalificeerd | Niet gekwalificeerd |
| Totaal | 4/13                | 17                  | 8                   | 1                   | 8                   | 36                  | 32                  |

### Cyprus Cup
- 2008: Zesde
- 2014: Vierde

## Selecties

### Huidige selectie
| №                        | Naam             | Wed. | Dlpnt. | Club              |
| ------------------------ | ---------------- | ---- | ------ | ----------------- |
| Doel                     |                  |      |        |                   |
| 1                        | Lee Alexander    | 19   | 0      | Glasgow City      |
| 12                       | Shannon Lynn     | 30   | 0      | Vittsjö           |
| 21                       | Jenna Fife       | 4    | 0      | Hibernian         |
| Verdediging              |                  |      |        |                   |
| 2                        | Kirsty Smith     | 37   | 0      | Manchester United |
| 3                        | Nicola Docherty  | 20   | 0      | Glasgow City      |
| 4                        | Rachel Corsie    | 111  | 16     | Utah Royals       |
| 5                        | Jennifer Beattie | 126  | 22     | Arsenal           |
| 7                        | Hayley Lauder    | 100  | 9      | Glasgow City      |
| 14                       | Chloe Arthur     | 20   | 0      | Birmingham City   |
| 15                       | Sophie Howard    | 15   | 1      | Reading           |
| 17                       | Joelle Murray    | 48   | 1      | Hibernian         |
| Middenveld               |                  |      |        |                   |
| 6                        | Joanne Love      | 191  | 13     | Glasgow City      |
| 8                        | Kim Little       | 135  | 53     | Arsenal           |
| 9                        | Caroline Weir    | 65   | 8      | Manchester United |
| 10                       | Leanne Crichton  | 64   | 3      | Glasgow City      |
| 16                       | Christie Murray  | 62   | 4      | Liverpool         |
| 23                       | Lizzie Arnot     | 28   | 2      | Manchester United |
| Aanval                   |                  |      |        |                   |
| 11                       | Lisa Evans       | 80   | 17     | Arsenal           |
| 13                       | Jane Ross        | 128  | 58     | West Ham United   |
| 18                       | Claire Emslie    | 23   | 4      | Orlando Pride     |
| 19                       | Lana Clelland    | 26   | 4      | Fiorentina        |
| 20                       | Fiona Brown      | 38   | 2      | Rosengård         |
| 22                       | Erin Cuthbert    | 32   | 10     | Chelsea           |
| Bondscoach: Shelley Kerr |                  |      |        |                   |

### Wereldkampioenschap
| Selectie van Schotland bij het Wereldkampioenschap 2019 | Selectie van Schotland bij het Wereldkampioenschap 2019 | Selectie van Schotland bij het Wereldkampioenschap 2019 | Selectie van Schotland bij het Wereldkampioenschap 2019 | Selectie van Schotland bij het Wereldkampioenschap 2019 |
| №                                                       | Naam                                                    | Wed.                                                    | Dlpnt.                                                  | Club                                                    |
| ------------------------------------------------------- | ------------------------------------------------------- | ------------------------------------------------------- | ------------------------------------------------------- | ------------------------------------------------------- |
| Doel                                                    |                                                         |                                                         |                                                         |                                                         |
| 1                                                       | Lee Alexander                                           | 3                                                       | −7                                                      | Glasgow City                                            |
| 12                                                      | Shannon Lynn                                            | 0                                                       | 0                                                       | Vittsjö                                                 |
| 21                                                      | Jenna Fife                                              | 0                                                       | 0                                                       | Hibernian                                               |
| Verdediging                                             |                                                         |                                                         |                                                         |                                                         |
| 2                                                       | Kirsty Smith                                            | 3                                                       | 0                                                       | Manchester United                                       |
| 3                                                       | Nicola Docherty                                         | 2                                                       | 0                                                       | Glasgow City                                            |
| 4                                                       | Rachel Corsie                                           | 3                                                       | 0                                                       | Utah Royals                                             |
| 5                                                       | Jennifer Beattie                                        | 3                                                       | 1                                                       | Arsenal                                                 |
| 7                                                       | Hayley Lauder                                           | 1                                                       | 0                                                       | Glasgow City                                            |
| 14                                                      | Chloe Arthur                                            | 1                                                       | 0                                                       | Birmingham City                                         |
| 15                                                      | Sophie Howard                                           | 2                                                       | 0                                                       | Reading                                                 |
| 17                                                      | Joelle Murray                                           | 0                                                       | 0                                                       | Hibernian                                               |
| Middenveld                                              |                                                         |                                                         |                                                         |                                                         |
| 6                                                       | Joanne Love                                             | 0                                                       | 0                                                       | Glasgow City                                            |
| 8                                                       | Kim Little                                              | 3                                                       | 1                                                       | Arsenal                                                 |
| 9                                                       | Caroline Weir                                           | 3                                                       | 0                                                       | Manchester United                                       |
| 10                                                      | Leanne Crichton                                         | 1                                                       | 0                                                       | Glasgow City                                            |
| 16                                                      | Christie Murray                                         | 1                                                       | 0                                                       | Liverpool                                               |
| 23                                                      | Lizzie Arnot                                            | 2                                                       | 0                                                       | Manchester United                                       |
| Aanval                                                  |                                                         |                                                         |                                                         |                                                         |
| 11                                                      | Lisa Evans                                              | 3                                                       | 0                                                       | Arsenal                                                 |
| 13                                                      | Jane Ross                                               | 1                                                       | 0                                                       | West Ham United                                         |
| 18                                                      | Claire Emslie                                           | 3                                                       | 1                                                       | Orlando Pride                                           |
| 19                                                      | Lana Clelland                                           | 1                                                       | 1                                                       | Fiorentina                                              |
| 20                                                      | Fiona Brown                                             | 2                                                       | 0                                                       | Rosengård                                               |
| 22                                                      | Erin Cuthbert                                           | 3                                                       | 1                                                       | Chelsea                                                 |
| Bondscoach: Shelley Kerr                                |                                                         |                                                         |                                                         |                                                         |